# Храм Благовещения Пресвятой Богородицы (Тюмень)
Храм в честь Благовещения Пресвятой Богородицы — приходской храм Тобольской и Тюменской епархии Русской православной церкви, расположенный в городе Тюмени по адресу: улица Широтная, 83б. 
Повторяет формы Благовещенского собора — старейшего здания города, стоявшего до сноса в 1932 году на набережной Туры в районе нынешнего Моста влюблённых (рядом со зданием городской думы, имеющим современный адрес: ул. Ленина, дом 2). Это было старейшее каменное здание Сибири, расположенное за пределами Тобольского уезда.

## Старый собор

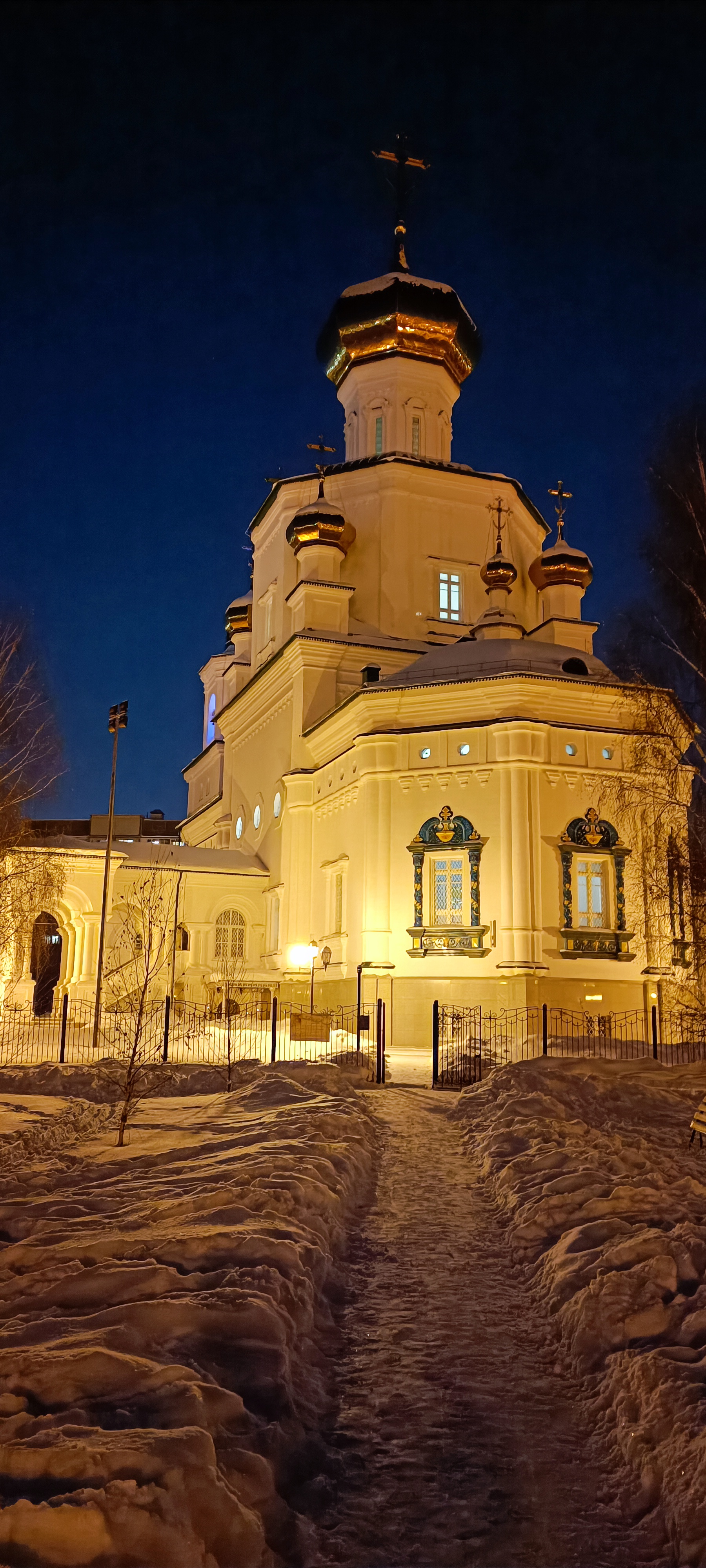
Воссозданный храм

Возведение кирпичного соборного храма в Тюмени началось в 1700 году и осуществлялось в стиле московского барокко («восьмерик на четверике») под руководством митрополита Филофея (Лещинского). По завершении строительства собор был освящён 31 октября 1704 года, став первым «каменным» (то есть кирпичным) храмом города.
В 1932 году решением городского совета Благовещенский собор был закрыт, в его здании организован антирелигиозный музей, а в ночь с 13 на 14 июня 1932 года он был взорван, так как здание якобы грозило обрушиться в реку.

## Современное здание
Планы восстановить собор были озвучены в 1997 году. Четыре года спустя был зарегистрирован приход в честь Благовещения Пресвятой Богородицы. Воссоздание храма на прежнем месте сочли невозможным из-за обрушения части берега, а также постройки моста Влюблённых. 
В 2004 году Благовещенский храм, в целом повторяющий своим обликом первое каменное здание города (хотя и с отступлениями), решили возвести в иной части города, среди жилых кварталов советского времени, а именно в сквере Депутатов (бывший сквер Марии Цукановой). В том же году там была установлена часовня. Строительство новой церкви продолжалось с 2007 по 2014 годы.